# Joe Don Baker
Joe Don Baker (Groesbeck, Texas, 12 de febrero de 1936-Los Ángeles, Estados Unidos, 7 de mayo de 2025) fue un actor estadounidense. Actuó en películas como The Living Daylights, Goldeneye o Tommorrow never dies, donde interpretó al villano Brad Whitaker o al agente de la CIA Jack Wade de la saga de James Bond, o en Jackie Brown de Quentin Tarantino.
Murió el 7 de mayo de 2025 a los 89 años.

## Filmografía
- Strange Wilderness (2008) .... Bill Calhoun
- The Dukes of Hazzard (2005) .... Gobernador Jim Applewhite
- The Commission (2003) .... Rep. Hale Boggs
- Vegas, City of Dreams (2001) .... Dylan Garrett
- Poodle Springs (1998) (TV) .... P.J. Parker
- El mañana nunca muere (1997) .... Jack Wade
- George Wallace (1997) (TV) .... Big Jim Folsom
- Mars Attacks! (1996) .... Sr. Norris
- Felony (1996) .... Donovan
- GoldenEye (1995) .... Jack Wade
- The Grass Harp (1995) .... Sheriff Junius Candle
- Congo (1995) .... R.B. Travis
- Panther (1995) .... Brimmer
- Underneath (1995) .... Clay Hinkle
- Reality Bites (1994) .... Tom Pierce
- Ring of Steel (1994) .... Hombre de negro
- The Distinguished Gentleman (1992) .... Olaf Andersen
- Cape Fear (1991) .... Claude Kersek
- The Children (1990) .... Cliffe Wheater
- Criminal Law (1988) .... Det. Mesel
- Defrosting the Fridge (1988) (TV) .... Hunter McCall
- Leonard Part 6 (1987) .... Nick Snyderburn
- The Killing Time (1987) .... Carl Cunningham
- The Living Daylights (1987) .... Brad Whitaker
- Getting Even (1986) .... King R. Kenderson
- Fletch (1985) .... Chief Jerry Karlin
- Final Justice (1985) .... Deputy Sheriff Thomas Jefferson Geronimo III
- The Natural (1984) .... The Whammer
- Joysticks (1983) .... Joseph Rutter
- Wacko (1983) .... Dick Harbinger
- Speedtrap (1977) .... Pete Novick
- The Shadow of Chikara (1977) .... Wishbone Cutter
- Checkered Flag or Crash (1977) .... Walkaway Madden
- The Pack (1977) .... Jerry
- Mitchell (1975) .... Mitchell
- Framed (1975) .... Ron Lewis
- Golden Needles (1974) .... Dan
- The Outfit (1973) .... Cody
- Charley Varrick (1973) .... Molly
- Walking Tall (1973) .... Buford Pusser
- Bonanza Temporada 10 capítulo 4 (1969).